# Dermotextile
La dermotextile est une alternative naturelle et visuelle à la cosmétotextile ou cosméto-textile dans la fusion d’ingrédients actifs particuliers de soins de la peau à des supports de type textile ou autre. Par la technologie de la dermotextile, les textiles sont imprimés d’un système de relargage en continu contrôlé à base de microparticules d’origine naturelle, véhiculant des actifs de soins de la peau destinés à une utilisation cosmétique, thérapeutique, pharmaceutique ou médicale. Le système de relargage dermotextile imprimé génère un motif visuel qui permet de voir l'évolution du soin, en s'estompant au fil des utilisations.
Les mouvements du corps, le pH de la surface, la température ou l’humidité peuvent servir d’éléments déclencheurs pour libérer les actifs de soins de la peau confinés dans les microparticules. Au fur et à mesure qu’elles se dissolvent en réaction avec les besoins précis de l’organisme en contact, leur contenu est diffusé de façon homogène et selon la quantité requise sur la surface du corps. Les ingrédients biomimétiques qui composent les microparticules expliquent l'efficacité d'assimilation des ingrédients actifs par la peau.
Développés pour nettoyer, protéger, préserver ou modifier l’aspect externe du corps humain comme la peau ou la chevelure, les dermotextiles confèrent une pénétration uniforme et en profondeur de la surface des tissus humains, ne laissant aucun résidu. 